# Helene Gotthold
Helene Gotthold (* 31 décembre 1896 à Dortmund, nom de jeune fille Helene Nieswand; † 8 décembre 1944 à Berlin), était une opposante au régime nazi, Témoin de Jéhovah.

## Biographie
Helene Gotthold a vécu à Herne et à Bochum, villes situées en Allemagne occidentale. Elle se marie avec un mineur de charbon, Friedrich Gotthold, et la famille doit faire face à de longues années de chômage, entre 1927 et 1938.
Le couple Gotthold faisait partie de l'Église luthérienne, mais ils furent très déçus de l'implication du clergé à la politique militariste pendant la Première Guerre mondiale. Ils abandonnèrent donc le Luthéranisme pour s'associer, en 1926, aux Étudiants de la Bible (Bibelforscher), comme on appelait alors les Témoins de Jéhovah.
Les Témoins de Jéhovah étaient à l'époque déjà connus pour leur œuvre de prosélytisme intensif, à laquelle le couple Gotthold participait activement. Le couple avait aussi donné naissance à deux enfants, Gerd et Gisela, qui furent éduqués sur la base de leurs croyances.
À partir de 1933, les nazis prennent le pouvoir en Allemagne et les activités des Témoins de Jéhovah sont interdites. Avoir des rapports étroits avec leurs membres est dangereux et à partir de ce moment la plupart des voisins des Gotthold refusent d'avoir du contact avec eux.
Malgré l'interdiction, le couple Gotthold continue le travail de prosélytisme, ils sont pour cela arrêtés plusieurs fois. Le mari de Helene Gotthold est arrêté en 1936. Quelques mois après, en 1937, la Gestapo investit la maison des Gotthold et arrête Helene Gotthold, qui était alors enceinte. Pendant les interrogatoires, elle est si sévèrement battue par les policiers qu'elle perd l'enfant qu'elle porte. Le tribunal la condamne à 18 mois de prison.
Au début des années 1940, les Gotthold sont relâchés et la famille est de nouveau réunie. Helene et son mari continuent leurs activités comme Témoins de Jéhovah, ce qui leur vaut d'être de nouveau arrêtés en février 1944. Ils sont enfermés à la prison de Essen, mais après un bombardement allié qui détruit en partie cette prison, ils seront transférés à la prison de Potsdam.
Le 4 août 1944, Helene Gotthold est condamnée, avec d'autres Témoins de Jéhovah, à la peine de mort par le Tribunal du Peuple de Berlin, le Volksgerichtshof. La sentence émise par le tribunal était la suivante :
«  Au nom du Peuple allemand, il est prononcé :
Que les accusés ont été reconnus exerçant une activité soutenue au sein de l'Association Internationale des Étudiants de la Bible, et ceci jusqu'en décembre 1943. Sont par conséquent reconnus coupables de démoralisation de la Nation et de haute trahison et condamnés à mort et à la déchéance civile les accusés Luise Pakull, Else Woicziech, Wilhelm et Mathilde Hengeveld, Helene Gotthold et Ernst et Henriette Meyer. »
Helene Gotthold a été guillotinée dans la prison de Berlin-Ploetzensee le 8 décembre 1944. Avant d'être exécutée, il lui fut permis d'écrire à son mari et à ses enfants,. Sa famille survécut à la guerre et continua par la suite l'activité de prosélytisme comme missionnaires Témoins de Jéhovah en Allemagne.